# Cinque Torri
Die Cinque Torri (deutsch: fünf Türme) sind eine bis zu 2361 m s.l.m. hohe Felsformation in den Ampezzaner Dolomiten an der Strecke zwischen dem Falzaregopass und Cortina d’Ampezzo. 
Die Cinque Torri bestehen aus steilen Türmen, die ursprünglich einmal einen ganzen großen Felsblock bildeten. Die fünf Haupttürme, die Namensgeber der Gruppe, nennen sich Torre Grande (3 Gipfel - Cima Sud, Cima Nord, Cima Ovest), Torre Seconda (3 Gipfel - Torre Romana, Torre del Barancio, Torre Lusy), Torre Latina, Torre Quarta (2 Gipfel - Torre Quarta Alta, Torre Quarta Bassa) und Torre Inglese, wobei auch abweichende Benennungen verbreitet sind. Der Höchste ist der 2361 m hohe Torre Grande (oder Torre Grande d'Averau), der neben dem höchsten Gipfel Cima Sud auch noch den fast gleichhohen Nebenturm Cima Nord und die etwas niedrigere Cima Ovest umfasst. Anfang Juni 2004 ist eine schroffe, 50 m hohe Felsnadel namens Torre Trephor aufgrund natürlicher Erosion zusammengebrochen.
Die Cinque Torri sind ein beliebtes Ziel von Wanderern und Kletterern und durch zahlreiche Routen ab dem III. Schwierigkeitsgrad erschlossen. In der Umgebung befinden sich mehrere Schutzhütten, darunter das nach den Türmen benannte Rifugio Cinque Torri (2137 m) und das Rifugio Scoiattoli (2255 m).
Ein Freilichtmuseum mit nachgebauten Schützenstellungen erinnert an die Kampfhandlungen während des Ersten Weltkriegs unterhalb der Cinque Torri zwischen Österreich und Italien.

## Bilder

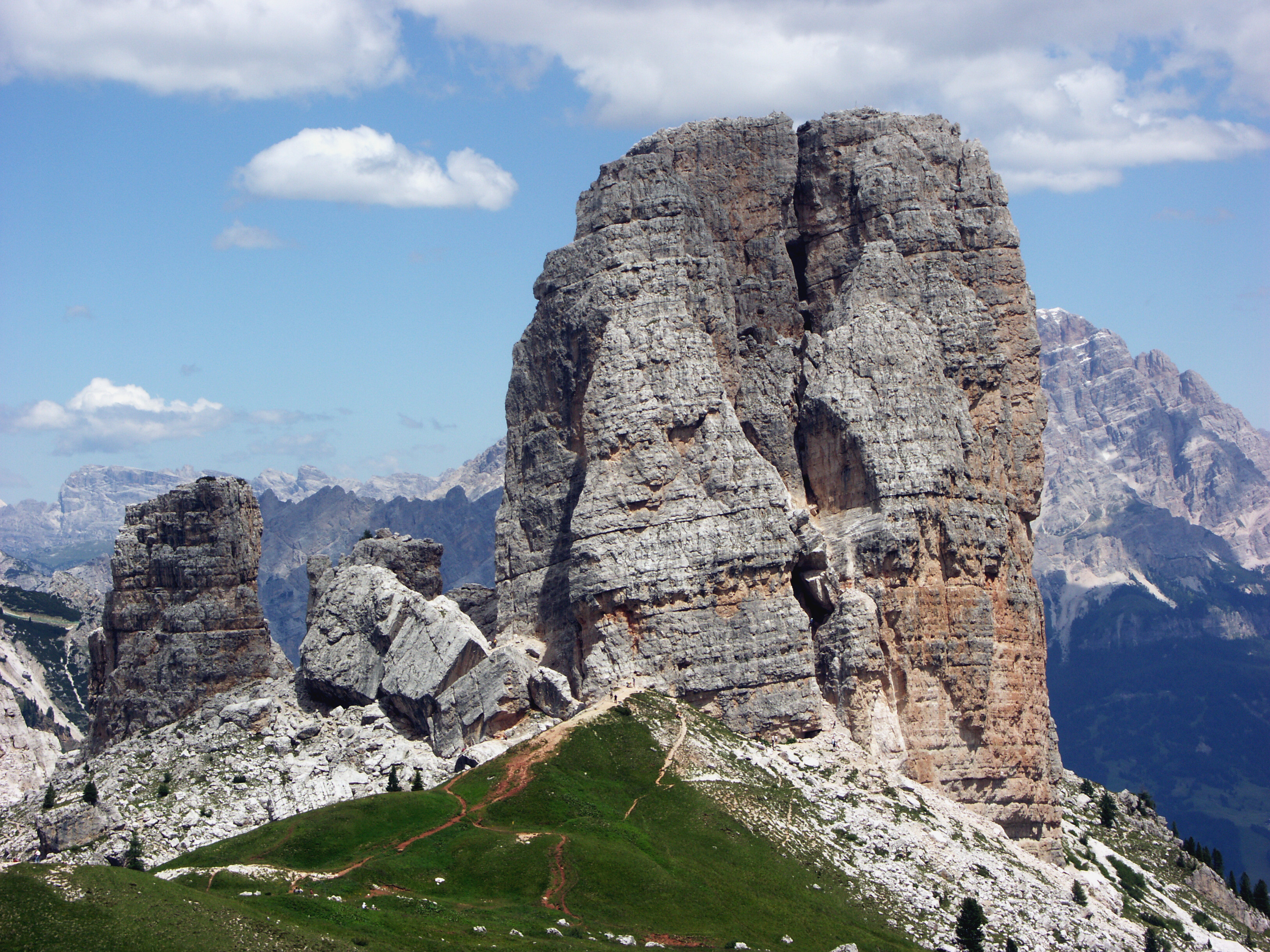
Der Torre Grande von Westen: Vorgelagert Cima Ovest, dahinter Cima Nord (links) und Cima Sud (rechts).
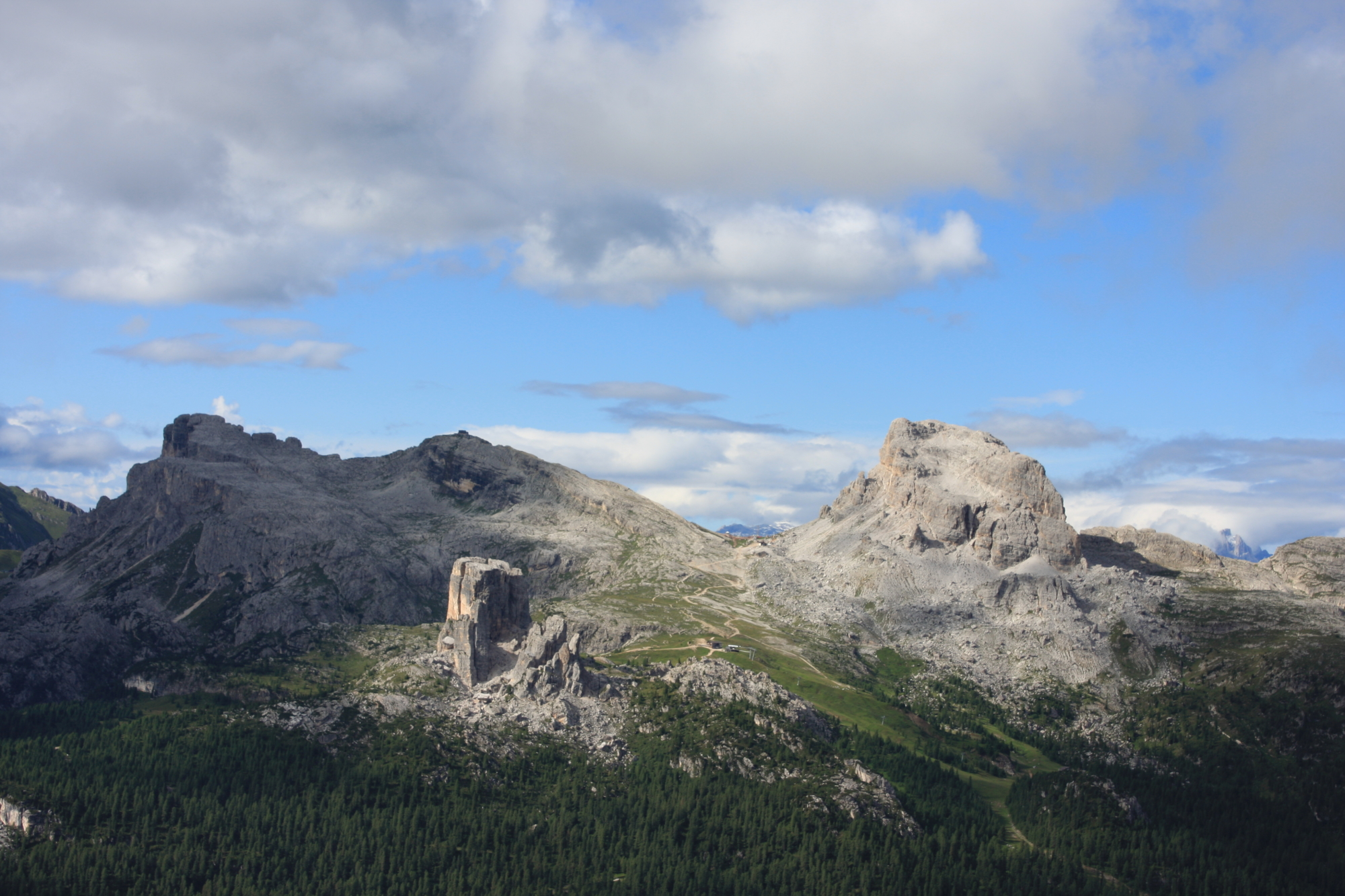
Die Cinque Torri (Mitte, vorne) mit Ra Gusela und Nuvolau (links) und Averau (rechts).
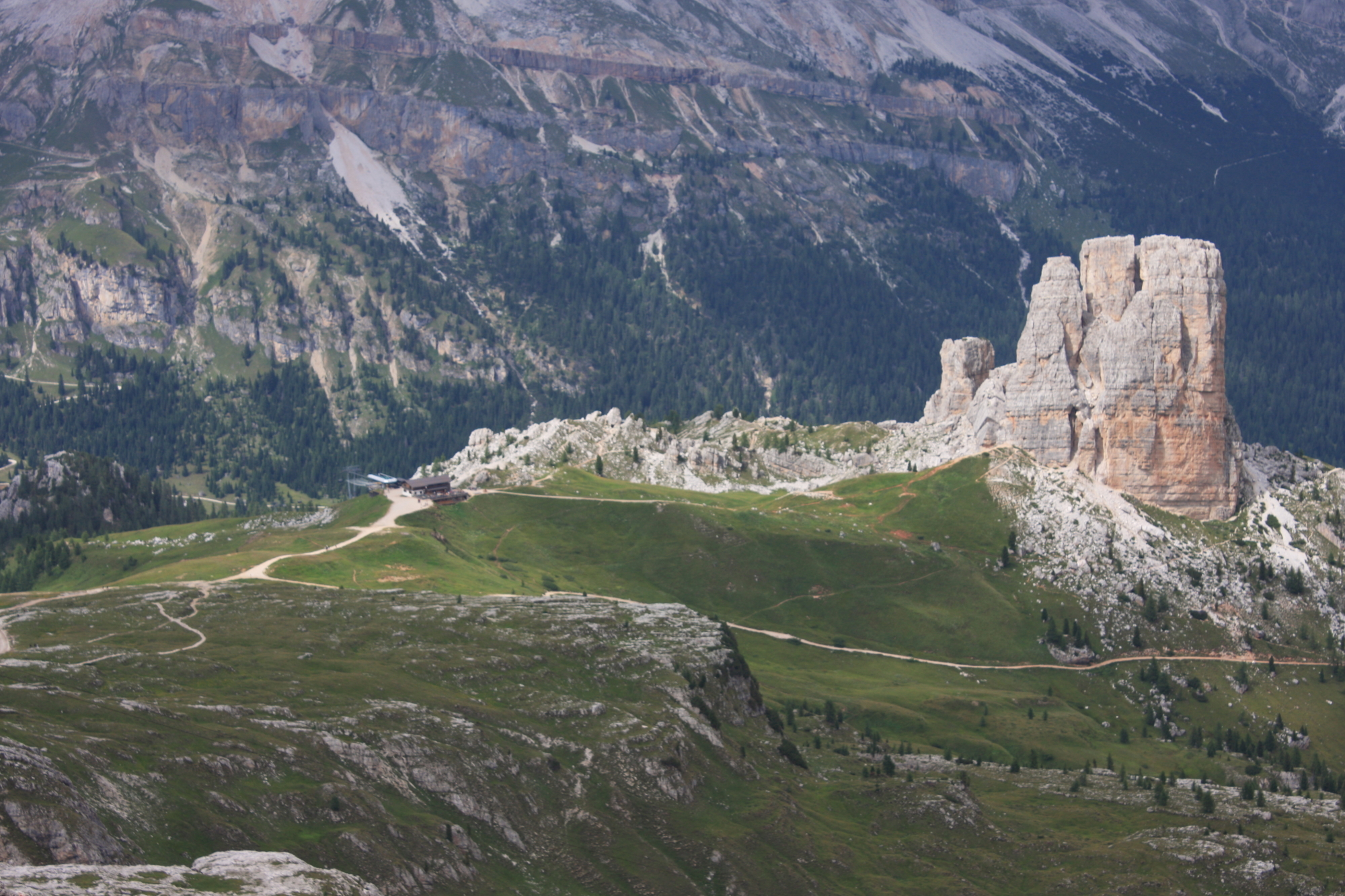
Die Cinque Torri (rechts) vom Rifugio Nuvolau aus fotografiert. Links das Rifugio Scoiattoli.